# Andrejs Rubins
Andrejs Rubins   (Riga, 26 de novembre de 1978 - 1 d'agost de 2022) és un exfutbolista letó de la dècada de 2000.
Fou 117 cops internacional amb la selecció de Letònia.
Pel que fa a clubs, defensà els colors de Crystal Palace, Spartak Moscou i Shinnik Yaroslavl.